# نبردناو سائو پائولو
نبردناو سائو پائولو (به انگلیسی: Brazilian battleship São Paulo) یک کشتی بود. این کشتی در سال ۱۹۰۹ ساخته شد.